# Panaches
Panaches (in lingua russa Панахес) è un centro abitato dell'Adighezia, situato nel Tachtamukajskij rajon. La popolazione era di 1.603 abitanti al dicembre 2018. Ci sono 35 strade.